# Nebbi (stolica tytularna)
Nebbi (łac. Diocesis Nebbitanus) – stolica historycznej diecezji w Cesarstwie rzymskim w prowincji Numidia zlikwidowana w VII w. podczas ekspansji islamskiej, współcześnie w północnej Algierii. Obecnie katolickie biskupstwo tytularne. 

## Biskupi tytularni
| Lp. | Biskup           | Funkcja                                          | Od               | Do              |
| --- | ---------------- | ------------------------------------------------ | ---------------- | --------------- |
| 1   | Iuliu Hirtea     | biskup pomocniczy eparchii Oradea Mare (Rumunia) | 1949             | 28 czerwca 1978 |
| 2   | Filippo Iannone  | biskup pomocniczy Neapolu (Włochy)               | 12 kwietnia 2001 | 19 czerwca 2009 |
| 3   | Wolfgang Bischof | biskup pomocniczy Monachium i Fryzyngi (Niemcy)  | 5 czerwca 2010   |                 |